# Ванкувер
Ванкувер (енгл. Vancouver, фр. Vancouver), град је у Канади. Налази се у покрајини Британска Колумбија и највећи је град у западном делу земље. Према резултатима пописа 2011. у граду је живело 603.502 становника, а град са околином спада у такозвани Метро Ванкувер који има 2.116.581 становника.
Основан је 1867. када су у области Гастаун подигнуте прве пилане, које су убрзо постале језгро будућег насеља. Ванкувер је статус града добио 1886. Продужетак трансконтиненталне пруге који је водио до града, био је завршен 1887. с циљем да се што боље искористи велика природна лука Ванкувера, која ће ускоро постати важна веза у трговини између Далеког истока и источног дела Канаде. Ово је такође имало утицаја на убрзани развој трговине са Европом. Ванкуверска лука је данас највећа и најпрометнија лука у Канади, као и четврта највећа лука (по тонажи) у Северној Америци. Дрвна индустрија је и даље главна привредна делатност у граду, док је туризам, захваљујући очуваној природи у околини града, на другом месту. Ванкувер је трећи највећи филмски центар у Северној Америци (после Лос Анђелеса и Њујорка) чиме је заслужио надимак Северни Холивуд. У граду је 1986. одржана Светска изложба, а у фебруару 2010. Ванкувер је, заједно са Вислером, био домаћин Зимских олимпијских игара.

## Положај
Ванкувер се налази на 49° 16′ N 123° 7′ W / 49.267° С; 123.117° З, у пацифичкој временској зони (UTC-8).
У центру града се налазе интересантни натписи на тротоару, као својеврсна туристичка атракција, са удаљењем појединих градова од Ванкувера на све четири стране Света.

## Географија
Град је смештен насупрот острва Ванкувер, природне заштите од климатских утицаја са Тихог океана, а између њега и града се налази мореуз Џорџија. Град је заправо смештен на полуострву Берард, између истоименог залива на северу и реке Фрејзер на југу. На северозападној страни полуострва је Енглески залив који је повезан са два километра дугом увалом Фолс Крик која образује још једно полуострво. На том полуострву је центар града и Стенлијев парк. Град обухвата простор од 114,67 km² равничарско-брдовитог терена. Његова највиша тачка је на 167 m надморске висине, на Малој планини на којој је и Парк краљице Елизабете. У околини Ванкувера има много планинских терена погодних за зимске спортове.
Све до 1885. име Ванкувер односило се на острво Ванкувер, тако да се често погрешно мисли да се град налази на том острву. И град и острво добили су име по британском капетану Џорџу Ванкуверу, који је 1792. открио ову област.
У Ванкуверу се налази Стенлијев парк, који са површином од 404,9 ha спада међу највеће градске паркове у Северној Америци. Градским пејзажом доминирају Северне приобалне планине, а кад је време ведро види се снегом покривена вулканска купа планине Маунт Бејкер у америчкој савезној држави Вашингтон на југу, острво Ванкувер са мореузом Џорџија на западу и југозападу и острво Боуен на северозападу.

### Клима
Клима Ванкувера је умерена и по Кепену се класификује као океанска. У летњим месецима има мање кише, па су честе суше, нарочито у јулу и августу. У осталом делу године много је више падавина, посебно у периоду октобар-март.
Просечна годишња количина падавина, измерена на аеродрому Ванкувер у оближњем Ричмонду, износи 1.199 mm, али на широј градској територији она значајно варира у зависности од топографије и много је виша у центру града. Зими су падавине скоро свакодневне, док су летњи месеци сувљи и сунчанији са умереним температурама као последицом утицаја благих морских ветрова. Просечна максимална дневна температура износи 20 °C у јулу и августу, док максимална достиже и 30 °C. Највиша измерена температура забележена је 30. јула 2009. и износила је 34,4 °C, Снег просечно пада 11 дана годишње, док током три дана падне више од шест центиметара снега.
Просечна количина снежних падавина је 18,2 cm, али снег се на тлу не задржава дуго. У ширем подручју Ванкувера као и у оближњој Викторији, Нанајму и Данкану (сва три града се налазе на острву Ванкувер) су најблаже у Канади.Дневна температура испод 0 °C бележи се просечно 46 дана годишње, а два дана годишње спусти се испод -10 °C. Температура се спушта испод нуле у просеку 2,4 дана годишње.
| |    | Јан  | Феб  | Мар  | Апр  | Мај  | Јун  | Јул  | Авг  | Сеп  | Окт  | Нов  | Дец  |
| --- | -- | ---- | ---- | ---- | ---- | ---- | ---- | ---- | ---- | ---- | ---- | ---- | ---- |
| Дневни максимум | °C | 15,3 | 18,4 | 19,4 | 25,0 | 30,4 | 30,6 | 31,9 | 33,3 | 29,3 | 23,7 | 18,4 | 14,9 |
| Просечни дневни максимум | °C | 6,1  | 8,0  | 10,1 | 13,1 | 16,5 | 19,2 | 21,7 | 21,9 | 18,7 | 13,5 | 9,0  | 6,2  |
| Просечни дневни минимум | °C | 0,5  | 1,5  | 3,1  | 5,3  | 8,4  | 11,2 | 13,2 | 13,4 | 10,5 | 6,6  | 3,1  | 0,8  |
| Дневни минимум | °C |      |      |      |      |      |      |      |      |      |      |      |      |
| |    |      |      |      |      |      |      |      |      |      |      |      |      |
| Просечна количина падавина |    | 154  | 123  | 114  | 84   | 68   | 55   | 40   | 39   | 54   | 113  | 181  | 176  |
| Просечна количина снега |    | 17   | 10   | 3    | 0    | 0    | 0    | 0    | 0    | 0    | 0    | 3    | 16   |
| Број сунчаних сати |    | 55   | 87   | 132  | 172  | 237  | 242  | 296  | 265  | 189  | 124  | 67   | 54   |
| Подаци https://web.archive.org/web/20081211181645/http://www.climate.weatheroffice.ec.gc.ca/climate_normals/results_e.html?Province=ALL&StationName=vancouver&SearchType=BeginsWith&LocateBy=Province&Proximity=25&ProximityFrom=City&StationNumber=&IDType=MSC&CityName=&ParkName=&LatitudeDegrees=&LatitudeMinutes=&LongitudeDegrees=&LongitudeMinutes=&NormalsClass=A&SelNormals=&StnId=889&. Архивирано из оригинала 11. 12. 2008. г. Приступљено 13. 02. 2006. Недостаје или је празан параметар \|title= (помоћ) су за Аеродром Ванкувер (YVR), јужно од града Ванкувера |    |      |      |      |      |      |      |      |      |      |      |      |      |

### Вегетација
Првобитна вегетација већег дела данашњег Ванкувера и околине састојала се од густих четинарских прашума и насумично разбацаних шума јавора и јове, те од великих мочварних површина (због слабог одводњавања мочвара је било и на већим надморским висинама). За приобаље Британске Колумбије била је карактеристична четинарска мешавина дуглазије, црвеног западног кедра и џиновске тује. У овој области расту највиши примерци ових врста. Највиших примерака има у старој ванкуверској шуми у области Гастаун, а такође и на јужним падинама Фолс Крика и Енглеског залива око Јерихонске плаже. Шума у Стенлијевом парку је посечена у периоду између шездесетих и осамдесетих година 19. века.
Многе биљне врсте које данас расту у ванкуверској области донесене су из других делова Америке и Пацифика. У самом граду успевају различите врсте палми и другог егзотичног дрвећа попут чилеанске араукарије и јапанског јавора те разне цветнице попут магнолије, азалеје и алпске руже. Неки примерци алпских ружа су достигли изузетне димензије, а такође и друге цветне врсте које су биле донесене из области са оштријом климом као што су источна Канада или Европа. Домаћи Дагласов јавор такође може нарасти до изузетне висине. У великом броју градских улица посађене су сакуре (јапанске трешње) које тридесетих година 20. века јапанска влада поклонила граду. На улицама се такође могу наћи и кестенови, дивљи кестенови и друге врсте украсног дрвећа.

### Фауна
У околини града живе врсте које се ретко срећу у другим крајевима Канаде, попут северне летеће веверице и црвенокрестог великог детлића. На подручју града није необично видети дивље животиње попут којота, ракуна, црнорепог јелена и америчког твора (сканка) које у потрази за храном улазе и у сам град. Веверице и ракуни у Стенлијевом парку често траже храну од људи. У Ванкуверу се проводи програм за побољшање услова живота чапљи и орлова, који настањују Стенлијев парк.

## Историја
Археолошки налази су показали да домородачки народи област Ванкувера, настањују већ 8—10 хиљада година. Град се налази на традиционалним територијама племена Сквамиш, Слеј-Ватут и Масквијам из обалске салишке групе. Остаци домородачких насеља налазе се у разним деловима Ванкувера попут Стенлијевог парка, Фолс Крика, Китсилана, Појнт Греја и области око ушћа реке Фрејзер.

### Истраживање подручја
Шпански капетан Хосе Марија Нарваез је био први Европљанин за кога се зна да је (1791) истражио Џорџијски мореуз, иако неки историчари верују да је Френсис Дрејк био први Европљанин који је пловио овуда. Године 1791. британски капетан Џорџ Ванкувер придружио се шпанској експедицији која је успоставила базу у теснацу Нутка на острву Ванкувер па је имао прилику да настави са истраживањем мореуза Џорџије али и мореуза Пјуџет у данашњој области Сијетла у САД. Сајмон Фрејзер је био први Европљанин који се 1808. спустио низ реку која је касније названа по њему. Изузев доба „Златне грознице“ (од 1858. до 1859), територије Берарда и Енглеског залива су све до краја 60-их година 19. века биле врло ретко настањене.

### Златна грозница и оснивање града
Злато пронађено 1858. у кањону реке Фрејзер привукло је на обале реке више од 25.000 људи, углавном из Калифорније. Већина њих је заобишла место на којем ће настати Ванкувер Прва европска насеобина у Ванкуверу, тачније на реци Фрејзер око моста Оук, била је Маклиријева фарма која је основана око 1862. Зачетак ванкуверске дрвне индустрије била је пилана основана у Мудивилу (данас град Северни Ванкувер) 1863. Капетан Едвард Стамп убрзо је изградио неколико пилана на јужној обали залива. Стамп, који је покренуо сечу дрвећа у области Порт Албернија, прво је покушао да отвори пилану у Броктон Поинту, али је због снажних водених струја и гребена био присиљен да посао пресели на почетак данашње улице Гор. Ова пилана, позната и као Хејстингсова пилана, постала је језгро будућег Ванкувера. Значај пилане је знатно опао доласком Канадске пацифичке железнице 1880, иако је пилана остала важан део локалне економије све до затварања 1920.
Насеље које ће се касније назвати Гастаун брзо је израсло око импровизоване првобитне крчме коју је основао Гас Џек Дајтон 1867. у близини Хејстингсове пилане.

### Канадска пацифичка железница и развој града
Колонијалне власти су 1870. анализирале насеље и дале му статус градића, коме су променили име у Гранвил, по тадашњем британском државном секретару за колоније, лорду Гранвилу. Ово место, са својом природном луком, је на крају изабрано као завршни терминал Канадске пацифичке железнице, на разочарење Порт Мудија, Њу Вестминстера и Викторије, који су тражили да они буду крајња станица. Пруга је била подстицај за Британску Колумбију да се придружи Канадској конфедерацији 1871. године, али су Пацифички скандал и расправе због коришћења кинеске радне снаге одложили изградњу све до 1880-их.
Град Ванкувер је званично основан 6. априла 1886, исте године када је прва трансконтинентална пруга стигла до града. Председник канадске пацифичке железнице Вилијам ван Хорн је дошао у Порт Муди да успостави терминал КПЖ на наговор Хенрија Џона Камбија и дао је граду садашње име по Џорџу Ванкуверу.

### Велики пожар и брзи раст
Велики пожар који је избио 13. јуна 1886. уништио је цео град, а исте године је основана Ванкуверска ватрогасна служба и град је брзо обновљен. Број становника Ванкувера је растао од око 1000 становника 1881. до 20.000 на крају века и 100.000 1911. године.
Ванкуверски трговци су снабдевали трагаче за златом током Клондајшке златне грознице 1898. године. Један од ових трговаца, Чарлс Вудвард, је основао прву продавницу у данашњим улицама Џорџија и Главној (енгл. Main Street) 1892. године, која ће са Спенсеровом и Хадсон беј трговином, деценијама чинити језгро градске трговачке зоне.
Привредом старог Ванкувера су доминирале велике компаније попут Канадске пацифичке железнице, која је обезбеђивала капитал за брзи развој новог града. Иако се индустрија развијала, природни ресурси су постали основ привреде Ванкувера. Овај сектор се у почетку ослањао на дрвну индустрију, а касније на извоз кроз луку, док је комерцијални саобраћај чинио највећи привредни сектор до 1930-их.

### Раднички и други покрети
Доминацију великих компанија у привреди града пратио је често веома борбен раднички покрет. Први велики штрајк десио се 1903. године, када су радници железнице штрајковали због тога што Канадска пацифичка железница није хтела да призна синдикат. Вођу штрајкача Френка Роџерса убило је обезбеђење КПЖ-а док је стражарио на доковима, чиме је постао прва жртва покрета у Британској Колумбији. Пораст незадовољства међу индустријским радницима широм покрајине довео је до првог генералног штрајка у Канади 1918. године у камберлендским рудницима угља, на острву Ванкувер. Након затишја током двадесетих година 20. века, талас штрајкова је кулминирао 1935. године када су незапослени дошли у град да протестују против услова у камповима помоћи, којима је управљала војска у удаљеним областима широм покрајине. Након два напета месеца са свакодневним протестима, штрајкачи из кампова су одлучили да своје жалбе представе савезној влади у Отави, али су њихови протести угушени на силу. Радници су ухапшени код Мишена и задржани су у радним камповима до краја Велике депресије.
Други друштвени покрети, као што су феминизам првог таласа, реформе морала и покрет умерености такође су имали важну улогу у развоју Ванкувера. Мери Елен Смит, ванкуверска суфражеткиња и присталица забране точења алкохола, 1918. године постала је прва жена посланик у покрајинској скупштини Канаде. Забрана точења алкохола почела је током Првог светског рата и трајала је до 1921. године, када је покрајинска влада увела контролу над продајом алкохола, која је и даље на снази. Први канадски закон о забрани дрога донесен је након истраживања савезног министра рада и будућег премијера Канаде Вилијама Лиона Макензија Кинга. Кинг је послат да истражи наводе о штети насталој током немира који су избили када је Друштво за искључивање Азијата повело руљу кроз кинеску и јапанску четврт. Двојица оштећених били су произвођачи опијума, и након даље истраге, Кинг је открио да су беле жене посећивале места на којима се продавао и пушио опијум у истој мери као и Кинези. Савезни закон који је забранио производњу, продају и увоз опијума за немедицинске сврхе убрзо је усвојен на основу ових закључака.
Спајање Ванкувера са Поинт Грејом и Јужним Ванкувером дало је граду коначне границе, убрзо након што је постао трећа највећа метропола у држави. До 1. јануара 1929. године становништво увећаног Ванкувера износило је 228.193 становника, а сам град се простирао преко целог полуострво између теснаца Бурард и реке Фрејзер.

### Други светски рат
Избијање Другог светског рата помогло је овој регији да се брже опорави. Бродоградилиште је производило корвете и миноловце за Канадску краљевску морнарицу, а Боингова фабрика, у оближњем Ричмонду, производила је делове за бомбардере Б-29. Неколико месеци после напада на Перл Харбор 1942, канадска влада је почела да сматра Канађане јапанског порекла претњом националној безбедности. Њихова имовина је одузета, а они су интернирани у логоре, у унутрашњости државе. Влада Канаде се 1988. године званично извинила и понудила надокнаду.

### Изградња знаменитости
У децембру 1953. телевизија CBUT је прва почела да емитује телевизијски програм у западној Канади. Како би се побољшао саобраћај у граду подигнуто је неколико мостова. Пре рата су подигнути Други тесначки мост (1925) и мост Лајонс гејт (1938) на северној обали теснаца Бурард. Мост Оак стрит преко реке Фрејзер до Ричмонда подигнут је 1957, а 1960. Меморијални металски други тесначки мост или Бурард мост, преко теснаца Бурард.
Поред Универзитета Британске Колумбије основаног 1908. године у суседном Бернабију, основана су два нова универзитета, који сада имају одељења и у Ванкуверу; први је био Технолошки институт Британске Колумбије основан 1960. а следио га је Универзитет Сајмон Фрејзер 1965. године. Становници кинеског насеља из округа Страткона су се крајем 1960-их побунили због предложеног рушења тог насеља, кроз које је био планиран пролазак ауто-пута. Протести су уродили ревизијом плана саобраћаја и 1980. године је донесена одлука о забрани градње ауто-пута у граду. Због сталног раста саобраћаја ка и од аеродрома Ванкувер на Си Ајланду, преко реке Фрејзер је подигнут још један мост - Мост Артура Лејнга, који је отворен 1976. године.

### Нагли развој града
Када је Ванкувер изабран за домаћина Светске изложбе 1986. године, почео је нагли развој града, који, уз неколико прекида, траје и данас. Први покривени стадион у Канади, Би-Си Плејс, отворен је 1983, а у јануару 1986. је пуштена у рад надземна желеница Скајтрејн, која повезује Ванкувер са његовим предграђима. Друге значајне грађевине које су подигнуте због светске изложбе 1986. и од тада доминирају градским пејзажом су: музеј Научни свет у Телусовом свету науке, Канада плејс и концертна дворана Трг нација. Светска изложба је трајала од маја до октобра 1986, а посетило ју је више од 20 милиона посетилаца. Изложбени простор се налазио на северној обали Фолс Крика, на месту на коме је претходно била огромна индустријска зона. После изложбе, тај простор је продат хонгкошком бизнисмену Ли Кашингу. Он је преобразио Фолс Крик у густо насељену и атрактивну стамбену зону на ободу центра града. Још 1970-их полуострво Гранвил Ајланд је из индустријске зоне претворено у трговачку и културну зону.

### Олимпијске игре
Канадски олимпијски комитет је 1998. године поднео кандидатуру за организовање Зимских олимпијских игара 2010. У конкуренцији Квебека и Калгарија, Ванкувер је освојио највише гласова, како би био канадски кандидат за домаћина Игара. На правно необавезујућем референдуму 22. фебруара 2002. 63,9% изашлих гласача је дало свој глас за подношење кандидатурe.Ванкувер је добио организацију Игара на седници МОК 2. јула 2003. године у Прагу, победивши аустријски Салцбург и јужнокорејски Пјонгчанг.

## Становништво
Према резултатима пописа становништва из 2011. у граду је живело 603.502 становника, што је за 4,4% више у односу на попис из 2006. када је регистровано 578.041 житеља.
| 2006.   | 2011.   | 2016.   | 2021.   |
| ------- | ------- | ------- | ------- |
| 578.041 | 603.502 | 631.486 | 662.248 |

Ванкувер се назива градом квартова, пошто је сваки кварт другачији по свом карактеру и етничком саставу. Становници енглеског, шкотског и ирског порекла су током историје чинили највеће етничке групе у граду, а елементи британског друштва и културе су видљиви у неким деловима града, посебно у Јужном Гранвилу и Креисдејлу. Немци су следећа највећа европска етничка група која се населила у граду и били су предводници у друштвеним и привредним активностима града све до појаве антинемачког расположења избијањем Првог светског рата 1914. Кинези су најбројнија азијатска етничка група, која у Ванкуверу има разне заједнице које се служе бројним дијалектима кинеског језика, међу којима су кантонски и мандарински. Квартови са различитим етничким трговинским зонама су Панџаб маркет, Мала Италија, Грчка четврт и бивша Јапанска четврт.
Прилив имиграната из Хонгконга током осамдесетих година 20. века који су се иселили због коначног преласка града у посед Народне Републике Кине, уз повећан број имиграната из континенталне Кине и са Тајвана, је створио једну од највећих концентрација Кинеза у Северној Америци. Ово досељавање азијатских имиграната је наставило традицију досељавања становништва из целог света, чиме је Ванкувер постао друго најпопуларније одредиште за имигранте у Канади (после Торонта). Друге значајне азијатске етничке групе у Ванкуверу су Индијци, Вијетнамци, Филипинци, Индонежани, Корејци, Камбоџанци и Јапанци. Упркос порасту имиграције из Латинске Америке у Ванкувер током осамдесетих и деведесетих година 20. века, њен укупан удео је релативно низак, што се може рећи и за имигранте из Африке (3,6% односно 3,3% укупног досељеничког становништва)
Пре досељавања имиграната из Хонгконга током деведесетих година 20. века, највеће небританске етничке групе су били Ирци и Немци, затим Норвежани, Швеђани, Италијани, Украјинци и Кинези. Од половине педесетих до осамдесетих година 20. века, многи Португалци су дошли у Ванкувер, па сада Ванкувер има трећу највећу популацију Португалаца у Канади, после Торонта и Монтреала. Становници пореклом из источне Европе (Југословени, Руси, Чеси, Пољаци и Мађари) почели су да се досељавају после Другог светског рата. Грчка имиграција се увећала крајем шездесетих и почетком седамдесетих година 20. века за време диктатуре војне хунте у Грчкој, а већина се населила у области Китсилано. У граду постоји и српска заједница, која има и свој културни центар.
У граду и широј околини живи значајан број домородачког становништва, па Ванкувер има највећу домородачку заједницу у покрајини.
| Година       | 1891.  | 1901.  | 1911.   | 1921.   | 1931.   | 1941.   | 1951.   | 1961.   | 1971.     | 1981.     | 1991.     | 2001.     | 2006.     |
| Ванкувер     | 13.709 | 26.133 | 100.401 | 117.217 | 246.593 | 275.353 | 344.833 | 384.522 | 426.256   | 414.281   | 471.644   | 545.671   | 578.041   |
| Шира околина | 21.887 | 42.926 | 164.020 | 232.597 | 347.709 | 393.898 | 562.462 | 790.741 | 1.028.334 | 1.169.831 | 1.602.590 | 1.986.965 | 2.116.581 |

### Религија
У Ванкуверу не постоји доминантна религија. Највећи део становништва, 19,0%, се на попису 2001. године изјаснио као римокатолици. Ово је првенство резултат имиграције из католичких земаља, попут Италије, као и због чињенице да су католички мисионари дошли први међу Прве народе. Разним протестантским деноминацијама (углавном англиканцима) припада 17,4%, православци чине 1,7% становништва, услед великог броја грчких и украјинских досељеника, док се 4,4% становништва изјаснило као верници осталих хришћанских заједница. Следбеници будизма (углавном кинеског порекла) чине 6,9%. Са Индијског потконтинента су следбеници хиндуизма (2,8%) и сикизма 1,4%. Верници јудаизма чине 1,8% становништва, исламa 1,7%, а припадници осталих религија чине 0,8% становништва. Да не припада ни једној верској групи, изјаснило се 42,2% становништва.
У односу на друге градове на северноамеричком континенту, Ванкувер, као и остатак покрајине Британске Колумбије, има мали број редовних верника. Овај број је 1946. године износио 67%, а током следећих деценија бележен је пад на само 20%, према попису 2001. године.
Ванкуверска надбискупија је 1908. настала из Њувестминстерске бискупије. Она обухвата југозападни део покрајине Британске Колумбије, без острва Ванкувер. Седиште надбискупије је Катедрала свете круне саграђена 1899/1900. године. Украјинска гркокатоличка црква у граду је под јурисдикцијом Винипешке митрополије.
Англиканска дијецеза је 1929. године преместила своје седиште из Њу Вестминстера у ванкуверску Катедралу цркве Христове, саграђену 1894/95. године. Саборна црква Свете Тројице је једна од цркава Украјинске православне цркве у Канади и једна од две саборне цркве Епархије едмонтонске и западноканадске.
Најчешћи правац будизма који се појавио доласком азијских имиграната је будизам чисте земље. Најважнији храм будизма у овом региону је Међународни будистички храм у близини Ричмонда. Јеврејска заједница у Ванкуверу, чије се присуство може пратити уназад до времена оснивања града, сада је трећа по величини у Канади. Већина њених чланова су следбеници конзервативног јудаизма, затим реформаторског јудаизма и ортодоксног јудаизма. Почетком 20. века у граду су се досељавали сики, хиндуси и муслимани, који су долазили из тадашње Британске Индије.

## Политика и локална самоуправа
У Законодавној скупштини Британске Колумбије, Ванкувер представљају 11 посланика, међу којима је и Гордон Кембел, садашњи премијер. Тренутно 6 места држи Либерална партија, а 5 Нова демократска партија.
У Парламенту Канаде Ванкувер има 5 посланика. На савезним изборима 2008. године Либерална партија Канаде освојила је 3 мандата, а Нова демократска партија 2.
За разлику од осталих општина Британске Колумбије, Ванкувер је статус општине добио Ванкуверском повељом. Овај закон, усвојен 1953, је заменио Акт о увођењу самоуправе Ванкувера из 1921. и пружа граду већа и бројнија овлашћења од других општина које делују под Законом о општинама Британске Колумбије.
Градском владом је од Другог светског рата доминирало Нестраначко удружење (NPA), странка десног центра, мада уз значајне периоде владавина странака левог центра. NPA се поделила око питања дрога 2002. године, што је значајно допринело убедљивој победи Коалиције напредних гласача на политици минимализације штете. Последица тога је да је у граду основано прво место за безбедно убризгавање инјекција за потребе значајног броја градских интравенских хероинских зависника.
Ванкувером управља десеточлано Градско веће, деветочлани школски одбор и седмочлани одбор за паркове, који су сви изабрани на трогодишњи мандат кроз већински систем. Током историје, богатији западни крај Ванкувера је гласао за конзервативце или либерале, док је источни део града гласао за левичарске партије.
Иако је град политички подељен, често је постизан консензус око бројних важних питања. Заштита градских паркова, фокус на развој градског метроа уместо на систем ауто-путева, приступ минимализацији штете код нелегалне употребе дрога и давање приоритета развоју општине, су примери политика које имају широку подршку партија у Ванкуверу.

### Административна подела
Ванкувер је подељен у 23 градска округа
| - Арбатус Риџ - Центар - Центар источни - Данбар-Саутландс - Фервју-Ванкувер - Гранвју-Вудланд - Хејстингс-Санрајз - Кенсигтон-Сидар Котиџ - Керисдејл - Киларни-Ванкувер - Китсилано - Марпол | - Маунт Плезант-Ванкувер - Оукриџ - Ренфр-Колингвуд - Рајли Парк - Шонеси - Јужни Камби - Страткона - Сансет-Ванкувер - Викторија-Фрејзервју - Вест Енд - Западни Поинт Греј |  |

## Привреда
Захваљујући свом положају на Пацифичком обручу и чињеници да је западни крај Трансканадског ауто-пута и пруге, Ванкувер је један од највећих индустријских центара у држави. Лука Ванкувера, највећа и најпрометнија у Канади, тргује на годишњем нивоу са робом у вредности више од 75 милијарди канадских долара, у размени са преко 130 држава. Делатности луке стварају више од 10,5 милијарди долара бруто домаћег производа и 22 милијарде долара аутпута.
Други стуб привреде је шумарство и рударска индустрија. Ванкувер је седиште компанија за сечу дрвећа и вађење руда као што су „Канфор“ и „Вест Фрејзер тимбер“ (други и трећи по величини произвођач дрвета у свету), као и многобројних рударских компанија, укључујући „Тек Коминко“ и „Голдкорп“. Ванкуверска берза (сада део берзе у Торонту), је међу најважнијим тржиштима за улагање капитала на свету за мала и средња рударска предузећа. Поред тога има бројне огранке националних и међународних банака, као и услужних предузећа.
Током последњих пар година, град је постао изузетно важан центар развоја софтвера, биотехнологије и филмске индустрије.
Ванкувер је један од најскупљих градова за живот, са ценама становања које су највише у Канади. Почевши од 1990-их, финансирана је изградња високих кондоминиума у центру града, делом од прилива капитала од имиграната из Хонгконга, који су отишли из њега због предаје града Кини. Такав развој је сконцентрисан у окрузима Јејлтаун и Коал Харбор и дуж многих станица надземне железнице источно од центра града. Избор града за домаћина Зимских олимпијских игара 2010, је такође имао велики утицај на економски развој. Још један значајан међународни догађај се одржао у граду - Светска изложба 1986., која је имала више од 20 милиона посетилаца и канадској привреди донела 3,7 милијарди долара. Неке од градских знаменитости као што су систем надземне железнице и Канада Плејс, су изграђени као део те изложбе

### Саобраћај
Систем трамваја у Ванкуверу је пуштен у рад 28. јуна 1890. године и ишао је од (првог) моста Гранвил стрит до Вестминстерске авеније (данашње Главне улице и Краљевског пута). Мање од годину дана касније, Вестминстерска и ванкуверска трамвајска компанија је пустила у рад прву канадску међуградску линију између ова два града и даље до града Чиливак, уз другу линију железнице ка острву Лулу од моста Гранвил стрит до Стивстона преко Керисдејла, која је подстицала развој стамбених зона изван централног језгра. Електрична железница Британске Колумбије је водила градски и међуградски железнички систем све до 1958, када су њене последње трамвајске шине демонтиране у корист тролејбуса и аутобуса. Ванкувер је по броју тролејбуса други град у Северној Америци, после Сан Франциска.
Градска већа су током 1970-их и 1980-их забрањивала изградњу ауто-путева у дугорочним плановима развоја града. Стога је једини ауто-пут у близини територије града Ауто-пут 1, који пролази кроз североисточни део града. Док је број аутомобила у Ванкуверу полако растао са растом популације, проценат власника аутомобила и просечна удаљеност којом они свакодневно путују су пали од почетка 1990-их. Ванкувер је једини већи град Канаде са оваквим трендом. Због чињенице да се време путовања по једном возилу повећало за трећину и све већих саобраћајних гужви, становници Ванкувера теже да живе у областима близу својих интереса или да користите енергетски ефикаснија средства путовања, као што су јавни превоз и бицикли. Ово је делом резултат плана градских власти за решење проблема саобраћаја и вођења кампање за заштиту животне средине. Политика управљања захтевима саобраћаја је увела ограничења возачима, чиме им је отежала и поскупела вожњу, истовремено уводећи више погодности за невозаче.
Предузеће Транслинк је задужено за путеве и јавни превоз у широј области Ванкувера. Оно пружа аутобуски превоз, превоз трајектима за пешаке и бициклисте, превоз надземном железницом и експресни железнички саобраћај дуж Западне обале. Ванкуверски систем надземне железнице тренутно саобраћа на три линије: Миленијум, Експо и Канадској. Недавно отворена Канадска линија повезује аеродром Ванкувер и оближње приградско насеље Ричмонд са већ постојећим линијама. Планира се изградња Евергрин линије до 2014. године која ће повезивати градиће Коквитлам и Порт Муди на постојеће линије.
Такође постоје планови за продужетак Миленијум линије на запад, до Универзитета Британске Колумбије у облику метроа испод Бродвеја и повећавања капацитета и продужетка Експо линије. Неколико путева ће бити довршено у наредних неколико година, укључујући замену за мост Порт Ман, као део програма покрајинске владе.
Међуградски железнички путнички саобраћај креће из Пацифичке централне станице. Мали путнички трајекти који полазе из Фолс Крика пружају превоз до полуострва Гренвил Ајланда, центра Ванкувера и Китсилана. Ванкувер има разгранату мрежу бициклистичких стаза широм града, због чега је превоз бициклом вид саобраћаја са највећим растом.
Ванкувер опслужује Међународни аеродром који се налази на Си Ајланду у Ричмонду, у непосредној близини града, јужно од њега. Он је други најпрометнији аеродром у Канади, и други највећи излаз на западној обали Северне Америке за међународни путнички саобраћај.
Компаније за превоз хеликоптерима и хидроавионима саобраћају са ванкуверског аеродрома и из луке. Град такође опслужују два терминала за превоз трајектима, један у северозападном делу града, у Хорсшу Беју, а други у јужном делу, у Тевасену (у општини Делта).

## Архитектура
Ванкувер је 2006. године са густином од 5.335 становника по km² имао високу густину становништва, попут других северноамеричких градова. Урбанистичко планирање Ванкувера одликују високе стамбене и зграде мешовите намене у градском центру, као алтернатива субурбаним предграђима.
Овај приступ потиче са краја 1950-их, када су градски планери почели да охрабрују градњу високих стамбених зграда у ванкуверском Вест Енду, које су морале да испуне строге услове у погледу одстојања и отворених површина како би се заштитио видик и очувале градске површине. Успех ових густо насељених, али и за живот погодних насеља је почетком 1980-их довео до новог развоја градских индустријских зона као што су Северни Фолс Крик и Коал Харбор. Резултат тога је густо насељено градско језгро.
Значајне зграде у граду су Катедрала цркве Христове, хотел Ванкувер и Ванкуверска галерија уметности. Постоји неколико зграда модерне архитектуре, међу којима су Харбор центар, Ванкуверска палата правде и оближњи Робсонов трг (по пројекту Артура Ериксона) и Ванкуверска јавна библиотека (по пројекту Мошеа Сафдија), која подсећа на римски Колосеум.
Првобитна зграда компаније за дистрибуцију електричне енергије Би-Си Хидро у улицама Нелсон и Бурард је модернистичка вишеспратница, а сада је претворена у стамбену зграду. Такође је значајан „бетонски вафел“ зграде Макмилан Бледел на североисточном крају раскрснице улица Џорџија и Терлоу. Чувени додатак градском пејзажу је Канада Плејс, зграда која посдсећа на затегнуте шаторе, у којој је био смештен канадски павиљон на Светској изложби 1986, а у њему се налазе конгресна дворана, терминал за крузере (крстареће бродове) и хотел Пан-Пацифик. Две модерне зграде које дефинишу јужни део градског пејзажа су градска кућа и Столетни павиљон ванкуверске болнице.
Скуп зграда у Едвардијанском стилу у старом градском језгру, су биле својевремено највише зграде у Британској империји. Оне су редом: Картер-Котон Билдинг (бивши дом ванкуверских новина Провинс), Доминион Билдинг (1907) и Сан Тауер (1911). Прве две зграде су у улицама Камби и Хејстингс, а друга у улицама Бјути и Пендер. Још једна значајна едвардијанска зграда у граду је зграда Ванкуверске галерије уметности, коју је дизајнирао Франсис Ратенбери, а који је такође пројектовао покрајинску скупштину и хотел Ванкувер, који је срушен после Другог светског рата због изградње новог хотела Ванкувер, један блок даље.
Сан Тауер је током двадесетих година 20. века коначно на месту највише зграде у Империји сменила Марин Билдинг у стилу арт декоа. Инспирисана Крајслеровом зградом у Њујорку, Марин Билдинг је позната по дотераној фасади од керамичких плочица, као и месинганим вратима и лифтовима, што је чини омиљеном локацијом за снимање филмова. Највиша зграда у Ванкуверу је Ливинг Шангрила висока 201 m, односно 62 спрата. Друга највиша зграда у Ванкуверу Ван Вол Сентер је висок 150 m и 48 спратова, који у стопу прати Шо Тауер са 149 m.

## Култура

### Позоришта и филм
Позната позоришта у Ванкуверу су „Артс клаб тиатер компани“ и „Ванкувер тиатер спорт лиг“ на Гренвил острву, „Ванкувер плејхаус тиатер компани“ и „Бард он Бич“. Мања позоришта су „Тачстоун“, „Студио 58“, „Карусел“ и „Јунајтед плејерс оф Ванкувер“. „Позориште под звездама“ лети изводи представе у Стенлијевом парку. У Ванкуверу се сваке године одржава Алтернативни фестивал.
Међународни филмски фестивал у Ванкуверу се одржава током две недеље у септембру и на њему се прикаже око 350 филмова, чиме спада у највеће филмске фестивале у Северној Америци.

### Музеји
У округу Китсилано се налазе Ванкуверски поморски музеј и Свемирски центар Х. Р. Макмилан. Музеј антропологије Универзитета Британске Колумбије је водећи музеј културе Првих народа са северозападне обале Тихог океана, док је Ванкуверски музеј највећи градски музеј у Канади. Свет науке је интерактивнији музеј. Град такође има разноврсну колекцију уметничких дела изложених у јавности.
Ванкуверска уметничка галерија има сталну поставку од скоро 10.000 уметничких предмета вредних више од 100 милиона америчких долара. У овом музеју, такође се налазе и радови Емили Кар.

### Медији
Ванкувер је велики центар за снимање филмова и телевизијског програма, због чега је стекао надимак Северни Холивуд. У граду се снимају филмови већ скоро један век, а све је почело са Едисон мануфактуринг компани. Филмска комисија Британске Колумбије је 2008. известила да је 260 филмова снимљено у Ванкуверу, по чему је он највећи филмски центар Северне Америке после Лос Анђелеса и Њујорка, и други после Лос Анђелеса у производњи телевизијског програма.
У граду се доставља велики број локалних, националних и међународних новина. Две најтиражније дневне новине на енглеском језику су Ванкувер Сан и Провинс. У граду се такође продају две новине које се продају по целој Канади: Глоб енд мејл и Нешенал пост. Друге дневне новине су 24H (локалне бесплатне дневне новине), ванкуверско издање националних бесплатних дневних новина Метро, Ванкувер курир који се штампа два пута недељено, и независне новине Џорџија стрејт. Три кинеска дневника су Миг Пао, Синг Тао дејли и Ворлд џурнал. Постоји велики број других локалних и међународних новина који се продају међу другим етничким групама.
Неке од градских телевизијских станица су CBC, Citytv, CTV и Global BC. OMNI British Columbia емитује дневне емисије на кантонском, мандаринском, панџабију и корејском језику, као и недељени програм на тагалогу и програм намењен другим културама. Ферчајлд група такође има две телевизијске станице: Ферчајлд ТВ и Таленвижен, које служе заједницама на кантонском и мандаринском језику.
Радио-станице које емитују вести су CBC Radio One, CKNW и News 1130. Франкофону заједницу у граду опслужује CBUFT одсек Радио-телевизије Канаде, CBUF-FM 97,7 (Première Chaîne) и CBUX-FM 90,9 (Espace musique). Ванкувер такође има украјински програм са најдужим стажом у Британској Колумбији, Наш холос (Наш глас).
Питање медијске доминације је честа тема у Ванкуверу, пошто су Ванкувер Сан, Провинсе, Ванкувер курир и друге новине као што су Surrey Now, the Burnaby Now и the Richmond News, итд. као и телевизија Global BC у власништву Канвеста. Оваква концентрација власништва је подстакла алтернативе, што чини Ванкувер центром независних интернет медија међу којима су The Tyee и NowPublic.

## Образовање
Образовне институције у ванкуверском школском округу похађа више од 110.000 ђака у основном, средњем и високом образовању, што ванкуверски школски округ чини другим највећим у покрајини. У њему су 74 основне школе, 17 стручних школа, 18 средњих школа и 7 установа за образовање одраслих. Постоји више од 46 независних школа које се делимично финансирају из покрајинског буџета и у којима се образује 10% ђака Ванкувера.
У широј области Ванкувера постоје два велика државна универзитета: Универзитет Британске Колумбије и Универзитет Сајмон Фрејзер, са око 80.000 уписаних студената (2008).
Институт за технологију Британске Колумбије и Колеџ Лангара су факултети које финансира држава, а поред њих постоје приватне установе и други факултети у околини Ванкувера, од којих су најпознатији Дагласов колеџ и Универзитет Капилано. На Универзитету уметности и дизајна Емили Кар се стичу дипломе и сертификати на пољу уметности и дизајна, док Ванкуверска филмска школа пружа једногодишњи курс у области снимања филма.
Страни студенти и они којима енглески није матерњи језик, чине значајан број уписаних у ове државне и приватне установе. Школске 2008/2009, око 53% ђака у свом дому говорило је неки страни језик осим енглеског.

### Галерија образовање
- Школа "Ван Хорн" Оукриџ
- Школа "Жил Верн" Оукриџ
- Школски аутобус Оукриџ
- Школски комбибус

## Спорт
У граду се сваког априла одржава Трка Ванкувер Сана (трке на 10 km), затим Ванкуверски маратон који се одржава сваког маја и Ванкуверски полумаратон сваког јуна. Граус Гринд је 2,9-километара дуг успон на планину Граус, отворен током лета и јесени, а на њему се сваке године одржава Граус гринд планинска трка. У стазе за пешаке спадају Баден-Пауелова стаза, напорна стаза дугачка 42 km од Хорсшу Беја до Дип Кова у округу Северни Ванкувер.
Ванкувер је домаћин Зимских олимпијских игара и параолимпијских игара 2010. У њему су се одржале Светске спортске игре полицајаца и ватрогасаца 2009. На стадиону Свонгард, у оближњем граду Бернабију, игране су утакмице Светског првенства у фудбалу за играче до 20 година 2007.
Ванкувер ће 2011. бити домаћин Грејовог купа, финала Канадске фудбалске лиге (CFL) које се одржава сваке године у неком од градова који имају клуб у овој лиги. Кошаркашки клуб Ванкувер титани из Међународне кошаркашке лиге је своју прву сезону 2009. године играо у Ленгли ивент сентру.
| Клуб                 | Лига                            | Спорт           | Дворана              | Основан     | Број титула |
| -------------------- | ------------------------------- | --------------- | -------------------- | ----------- | ----------- |
| Ванкувер канакси     |                                 | Хокеј на леду   | Џенерал Моторс Плејс | 1970        | 0           |
| Би-Си лајонси        |                                 | Канадски фудбал | Стадион Би-Си Плејс  | 1954        | 5           |
| Ванкувер канадијанси |                                 | Бејзбол         | Стадион Нет Бејли    | 2000        | 0           |
| Ванкувер вајткапси   | USL-1 (мушка) W-League (женска) | Фудбал          | Стадион Свонгард     | 1986 2003   | 6 2         |
| Ванкувер џајантси    |                                 | Хокеј на леду   | Пацифик колосеум     | 2001        | 1           |
| Ванкувер титани      |                                 | Кошарка         | Ленгли Ивент Сентер  | 2009        | 0           |
| Ванкувер             | MLS                             | Фудбал          | Стадион Би-Си Плејс  | 2009 (2011) | 0           |

## Туризам
Положај града га је учинио значајном туристичком дестинацијом. Туристи посећују градске вртове, Станлијев парк, Парк краљице Елизабете, Вандусенову ботаничку башту, планине, океан и шуме у околини града. Сваке године преко милион људи дође у Ванкувер на својим крстарењима, која често продужују даље до Аљаске.
Умерена клима у граду и близина океана, планина, река и језера учинили су овај крај популарном дестинацијом за рекреацију на отвореном. Ванкувер има више од 1.298 ha паркова, од којих највећи Стенлијев парк са површином од 404 ha. Ванкувер има неколико великих плажа, од којих су многе међусобно повезане и простиру се од обале Стенлијевог парка до јужног улаза у Енглески залив, од Кистилана до земљишта Универзитета Британске Колумбије (који такође има плаже које нису део ужег града). Плаже дуге 18 km обухватају Другу и Трећу плажу у Стенлијевом парку, Енглески залив (Прву плажу), Сансет, Кистилано плажу, Јерихон, Локарно, Шпанску обалу, Продужетак шпанске обале и Западну шпанску обалу. Постоји такође и плажа на језеру Трут. Плаже пружају услове за многе водене спортове, па је град популарна дестинација за љубитеље вожње чамцима.
На 20-30 минута вожње од центра Ванквера су Северне приобалне планине, са три скијашке зоне: Чемпресна планина, планина Граус и Маунт Симор. бициклисти су направили чувене бициклистичке стазе дуж Северних приобалних планина. Река Капилано, Симор и Линин поток, које такође пролазе кроз Северне приобалне планине, пружају могућности љубитељима екстремних спортова у периодима јесењих киша и пролећног отапања снега, мада су кањони тих река више искоришћени за пешачење и пливање, него за екстремне спортове.

## Градови побратими
- Единбург, Уједињено Краљевство
- Гуангџоу, Кина
- Лос Анђелес, САД
- Одеса, Украјина
- Јокохама, Јапан
- Дубаи, Уједињени Арапски Емирати

## Галерија
- Српски културни центар - Црква Свети Архангел Михаило у Ванкуверу
- Поглед на Енглески залив са Поморског музеја
- Фолс Крик марина
- Гренвил Ајланд у Ванкуверу, ноћу
- Поглед на Ванкувер са планине Граус
- Залазак сунца на Енглеском заливу
- Поглед на Фермонт хотел са зграде Харбор Центра
- Сан тауер
- Купола музеја Света науке
- Канада Плејс